# ニュー・タトゥー
ニュー・タトゥー (New Tattoo）は、モトリー・クルーが2000年にリリースした8枚目のスタジオアルバム。
1999年のツアー終了直後にドラムのトミー・リーが音楽性の違いを理由に脱退、後任に元オジー・オズボーンのバンドでプレイしていたランディ・カスティロをむかえ製作された。前作「ジェネレーション・スワイン」でのデジタル処理を多用した音作りから一変、シンプルなロック・アルバムとなっているが全米アルバムチャートは41位と振るわなかった。
2003年におけるレーベル移籍の際にエンハンスド・ビデオトラックが追加収録され、ライブ音源6曲を収めたボーナスディスクが同梱された。

## 収録曲
1. ヘル・オン・ハイヒールズ - Hell On High Heels  [4:15]
Words/Music:NikkiSixx,Mick Mars,Vince Neil
2. トリート・ミー・ライク・ザ・ドッグ - Treat Me Like The Dog I Am  [3:40]
Words/Music:Sixx,James Michael
3. ニュー・タトゥー - New Tattoo [4:18]
Words/Music:Sixx,Michael,Mars
4. ドラッグストリップ・スーパースター - Dragstrip Superstar [4:22]
Words/Music:Sixx,Michael
5. ファースト・バンド・オン・ザ・ムーン - 1st Band On The Moon [4:25]
Words/Music:Sixx
6. シー・ニーズ・ロックン・ロール - She Needs Rock N Roll [3:59]
Words/Music:Sixx,Michael
7. パンチド・イン・ザ・ティース・バイ・ラヴ - Punched In The Teeth By Love [3:32]
Words/Music:Sixx,Mars,Neil,Randy Castillo
8. ハリウッド・エンディング - Hollywood Ending [3:43]
Words/Music:Sixx,Michael
9. フェイク - Fake [3:44]
Words/Music:Sixx,Michael
10. ポルノ・スター - Porno Star [3:45]
Words/Music:Sixx
11. ホワイト・パンクス・オン・ドープ - White Punks On Dope [3:39]
Words/Music:Evans,Spooner,Steen
12. ファースト・バンド・オン・ザ・ムーン（デモ） - 1st Band On The Moon(Demo) [4:33]＊ボーナストラック
13. ポルノ・スター（デモ） - Porno Star(Demo) [6:29]＊ボーナストラック
14. ヘル・オン・ハイヒールズ - Hell On High Heels  ＊エンハンスド・ビデオトラック

### ボーナス・ディスク
- 2000年ソルトレイクシティにて収録

1. キックスタート・マイ・ハート（ライヴ） - Kickstart My Heart(Live) [7:21]
2. セイム・オール・シチュエーション（ライヴ） - Same Ol' Situation(Live) [4:53]
3. ドクター・フィールグッド（ライヴ） - Dr.Feelgood(Live) [5:17]
4. ヘル・オン・ハイ・ヒールズ（ライヴ） - Hell On High Heels(Live) [4:20]
5. ライヴ・ワイヤー（ライヴ） - Live Wire(Live) [4:42]
6. ホワイト・パンクス・オン・ドープ（ライヴ） - White Punks On Dope [4:13]

### その他
- Timebomb＊ヨーロッパ盤ボーナストラック
- American Zero＊未収録曲

## 参加ミュージシャン
- ヴィンス・ニール (Vince Neil)  - ボーカル
- ミック・マーズ (Mick Mars)  - ギター
- ニッキー・シックス (Nikki Sixx)  - ベース
- ランディ・カスティロ (Randy Castillo)  - ドラム